# Nilganj River
Nilganj River (bengali: Nilganj) är ett vattendrag i Bangladesh.   Det ligger i provinsen Barisal, i den södra delen av landet, 190 km söder om huvudstaden Dhaka.